# Charbonier
Charbonier es una localidad argentina ubicada en el departamento Punilla, provincia de Córdoba.
Se encuentra a 124 km de la ciudad de Córdoba, por la RN 38.
Comprende los parajes de Quebrada de Luna, Río Seco, Santa Inés, Barrio Santa Isabel, Escobas, El Carrizal y Las Lajas. Ostenta importantes recursos naturales y culturales.

## Historia
En Escobas, tuvo lugar el primer asentamiento del conquistador en territorio cordobés, el fuerte hispano de la "Malaventura", uno de los primeros fuertes o lugar de descanso de las expediciones hacia el norte del país fundado por expedicionarios del Capitán Diego de Rojas (1545). Esta zona habitada por nativos "Los comechinghones" Escobas, El Carrizal, actualmente en varios lugares se encuentran mesadas o lugares con varios morteros donde molían sus frutos o cosechas de plantas autóctonas como algarroba, tintitaco, chañar, mistol que eran los alimentos de los pobladores de esta región, existen aguadas, vertientes, en verano un río que abastecía sus necesidades  
La Quebrada de la Luna (sitio de reunión) nombre original de los nativos "los comechinghones"  por encontrarse entre los dos cerros principales de las Sierras Chicas (Viariava), la descripción de Quebrada de Luna después de la época de la conquista la quedar las tierras sin sus verdaderos dueños (los comechinghones) se reparten las tierras a los allegados en su momento el fundador de la ciudad de Córdoba y le designan estas tierras al Encomendero español Luis de Luna (1573). Los verdaderos dueños de estas tierras fueros despojados, saqueados, esclavizados y matados muchos de ellos en la época de la conquista. Los nativos adoraban los astros, este pequeño paraje por estar entre los dos cerros principales de las sierras chicas como el Uritorco (1950 m s. n. m.) y el Cerro Pajarillo (1680 m) era el primer lugar donde salía la luna y por eso se llamó Quebrada de la Luna, (quebrada: hondonada, valle) de la luna (lugar que sale antes la luna) pero quedaron muy pocos escritos, muy poca población nativa que pudiere avalar con algunos escritos esta realidad, también existe otras comunidades como por ejemplo Cruz del Eje se llamó Toco toco, y anteriormente Los Algarrobales o La cuenca del sol. Los lugareños sostienen la primera denominación, avalada por escritos del Dr. Sergio Mayor, en su obra "Historia y Festivales de Punilla", cómo así también en registros del Archivo Histórico de Córdoba (Lic. Moyano Aliaga).
Su histórica capilla (1777) está bajo la advocación de San Nicolás de Bari, celebrándose cada 25 de mayo las fiestas patronales en su honor, convocando a miles de visitantes con su Acto Cívico Religioso, procesión, desfile de agrupaciones gauchas y oferta gastronómica típica, variada y exigente.
Su estación de ferrocarril es de 1891 y conserva su estilo inglés.
Cercano a esta localidad el visitante podrá descubrir una curiosa y muy bella falla geológica o conjunto rocoso sedimentario erosionado por el viento y el agua, Los Terrones (altura de 1500 m s. n. m.) acumulación de sedimentos o elementos emergidos de origen volcánico con una datación geológica establecida en 180/300 millones de años de antigüedad conforme los estudios de Gordillo y Lencinas), que el tiempo ha tallado y desgastado formando un lugar muy atractivo.

## Toponimia
El nombre del pueblo hace alusión al ingeniero de origen francés, Carlos Charbonnier (que trabajó en el "Ferro carril Córdova and North Western") y antiguamente se conocía como Carreras de Pum Pum, siendo fundado en el año 1770.

## Geografía

### Población
Cuenta con 788 habitantes (Indec, 2022), lo que representa un incremento del 70% frente a los 235 habitantes (Indec, 2010) del censo anterior.
| Gráfica de evolución demográfica de Charbonier entre 1991 y 2022 |
|                                                                  |
| Fuente: Censos nacionales del INDEC                              |

### Flora
Quebrachos colorados, algarrobos, palmeras caranday, arroyos y surgentes de agua mineral con supuestas propiedades curativas, atraen la atención del turista quien encuentra un marco natural, agreste, con sierras suaves, de aspecto alfombrado, destacándose el Cerro Pajarillo o Pajarito (1690 m s. n. m.) epicentro de fenómenos de tipo ovnis, energéticos y místicos frente al no menos enigmático Cerro Uritorco.

### Sismicidad
La sismicidad de la región de Córdoba es frecuente y de intensidad baja, y un silencio sísmico de terremotos medios a graves cada 30 años en áreas aleatorias. Sus últimas expresiones se produjeron:
- 22 de septiembre de 1908 (116 años), a las 17.00 UTC-3, con 6,5 Richter, escala de Mercalli VII; ubicación 30°30′0″S 64°30′0″O / -30.50000, -64.50000; profundidad: 100 km; produjo daños en Deán Funes, Cruz del Eje y Soto, provincia de Córdoba, y en el sur de las provincias de Santiago del Estero, La Rioja y Catamarca[2]

- 16 de enero de 1947 (78 años), a las 2.37 UTC-3, con una magnitud aproximadamente de 5,5 en la escala de Richter (terremoto de Córdoba de 1947)[1]

- 28 de marzo de 1955 (70 años), a las 6.20 UTC-3 con 6,9 Richter: además de la gravedad física del fenómeno se unió el desconocimiento absoluto de la población a estos eventos recurrentes (terremoto de Villa Giardino de 1955)

- 7 de septiembre de 2004 (20 años), a las 8.53 UTC-3 con 4,1 Richter

- 25 de diciembre de 2009 (15 años), a las 21.42 UTC-3 con 4,0 Richter

## Transporte
Las empresas de autobuses Sarmiento y Ciudad De Córdoba, unen a la localidad con Villa Dolores, Cruz del Eje, Capilla del Monte, Villa Carlos Paz, Córdoba, Y localidades intermedias. No existe estación de autobús, aunque sí una parada en el casco céntrico del lugar, sobre la ruta nacional 38. Se abona con efectivo al conductor.

## Deportes
En la región, se suele practicar Ciclismo y Senderismo en las montañas cercanas al lugar.

## Educación
La escuela pública de la localidad llamada Paula Albarracín De Sarmiento, brinda educación primaria y jardín de infantes.
La educación secundaria es provista en la vecina Capilla del Monte.